# Ghiyas-ud-din Tughluq Shah I.

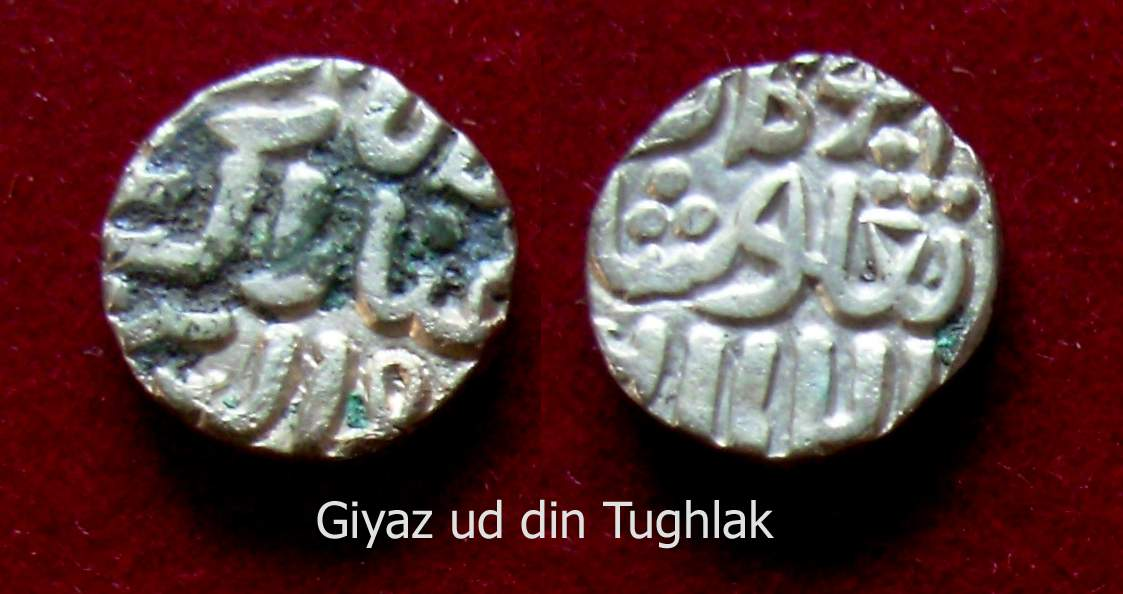
Silbermünze Ghiyas-ud-din Tughluqs

Ghiyas-ud-din Tughluq (Urdu غیاث الدین تغلق; Hindi ग़यासुद्दीन तुग़लक़ oder Ghiyath-al-din Tughluq) war der Gründer und erste Herrscher der türkischstämmigen Tughluq-Dynastie im Sultanat von Delhi. Sein eigentlicher Name war Ghazi Malik (Urdu: غازی ملِک‎, Hindi: ग़ाज़ी मलिक). Er regierte in den Jahren 1320 bis 1325 und gründete die neue Hauptstadt Tughlaqabad, die dritte von insgesamt sieben oder acht historischen Städte auf dem Gebiet des heutigen Delhi.

## Biografie
Ghiyas-ud-din war der Sohn eines türkischen Sklaven, der am Hofe Balbans (reg. 1266–1286) gedient hatte, und einer Inderin aus der Gemeinschaft der Jat. Im Jahr 1320 erhob er sich gegen den gerade erst an die Macht gelangten Sultan Khusrau Khan (Nasir ud-din Chusro), der kurz zuvor den vorherigen Sultan Qutb-ud-din Mubarak Shah ermordet hatte. Nach seinem Machtantritt erwies er sich als fähiger Herrscher – er bekämpfte die Korruption, senkte die Steuern und förderte die Landwirtschaft. In mehreren Feldzügen musste er sich mit mongolischen Heereseinheiten auseinandersetzen. Siegreiche Feldzüge gegen Bengalen und Warangal stärkten die Macht des Sultanats. Ghiyas-ud-din starb im Jahr 1325 beim Zusammenbruch eines kurz zuvor für ihn errichteten Pavillons. Einiges spricht dafür, dass es sich dabei nicht um einen Unfall handelte, sondern ein geschickt getarntes Attentat seines Sohnes und Nachfolgers Muhammad bin Tughluq.

## Mausoleum

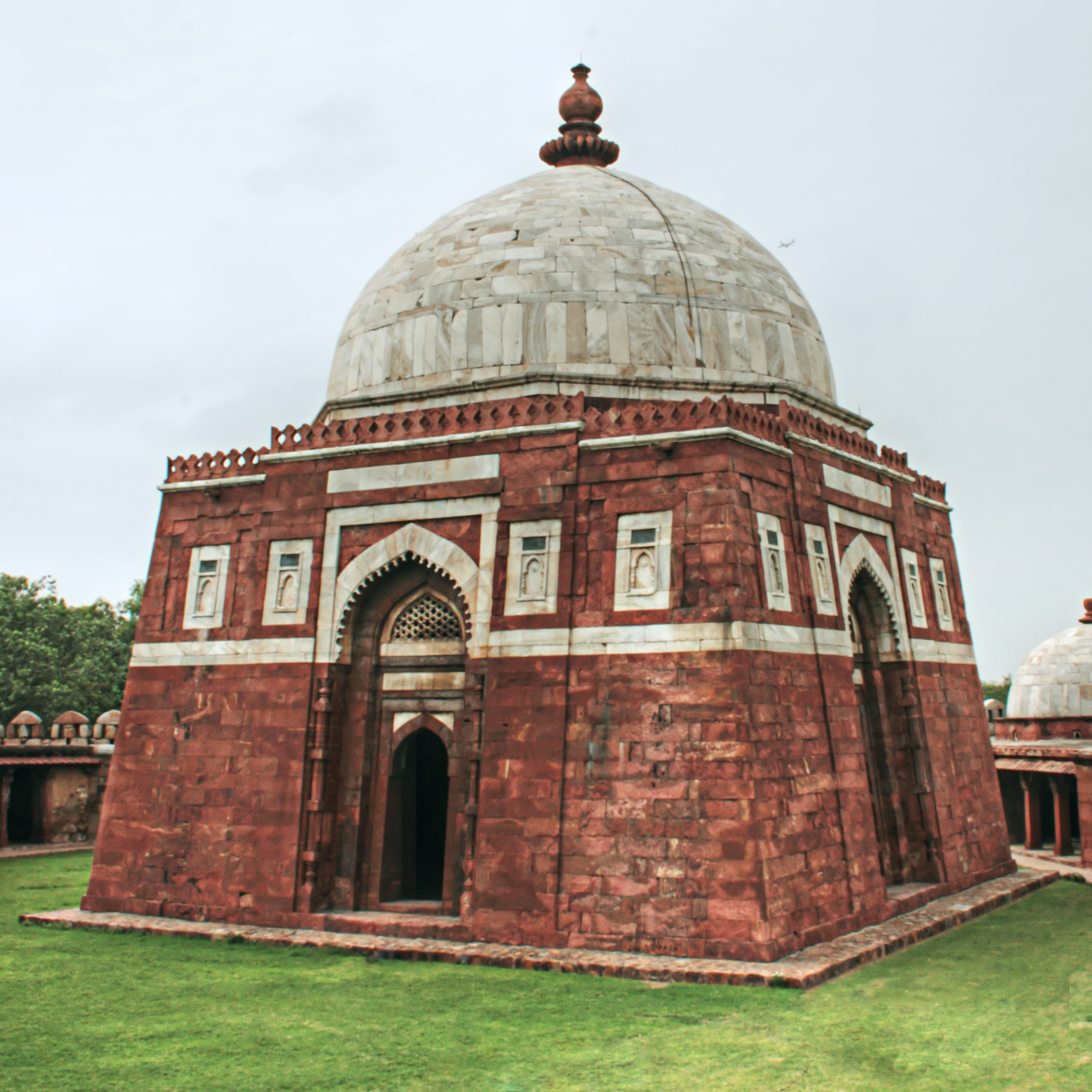
Mausoleum des Ghiyas-ud-din Tughluq in Tughlaqabad, Delhi

Das Mausoleum für Ghiyas-ud-din befindet sich über 200 Meter von den Ruinen der Festung Tughlaqabad entfernt auf einer ehemaligen kleinen Inselfestung und war vor der Trockenlegung des Sees nur über eine 26-bogige Brücke erreichbar. Durch die Feinheit seiner Steinbearbeitung unterscheidet es sich ganz erheblich von den übrigen – ebenfalls abgeschrägten – Festungsmauern. Der auf quadratischem Grundriss mit etwa 18,75 m Seitenlänge erbaute Grabbau verjüngt sich auffälligerweise nach oben; im Innern misst der Bau nur 11,75 m. Der etwa 24,40 m hohe Außenbau ist weitgehend mit Platten aus rotem Sandstein verkleidet, in die vor allem im oberen Bereich Streifen, Bögen oder Felder aus weißem Marmor eingelegt sind. Durch die geböschte und dekorlose Architektur wirkt der Bau beinahe festungsartig, wozu der umlaufende Zinnenkranz einen gewissen Teil beiträgt. Die mit Platten aus weißem Marmor verkleidete einschalige Kuppel schließt mit einem ringförmigen, aus der Hindu-Architektur entlehnten amalaka-Stein, auf dem eine Vase (kalasha) aufsitzt. Der Grabbau ist durch Eingangsportale an drei Seiten zugänglich; die innere Westwand enthält dagegen anstelle eines Portals eine portalartig ausgestaltete Mihrab-Nische aus weißem Marmor. Im Innern befinden sich drei Kenotaphe – neben dem für Ghiyas-ud-din in der Mitte einer für seine Frau und einer für seinen Sohn und Nachfolger Muhammad bin Tughluq († 1351).

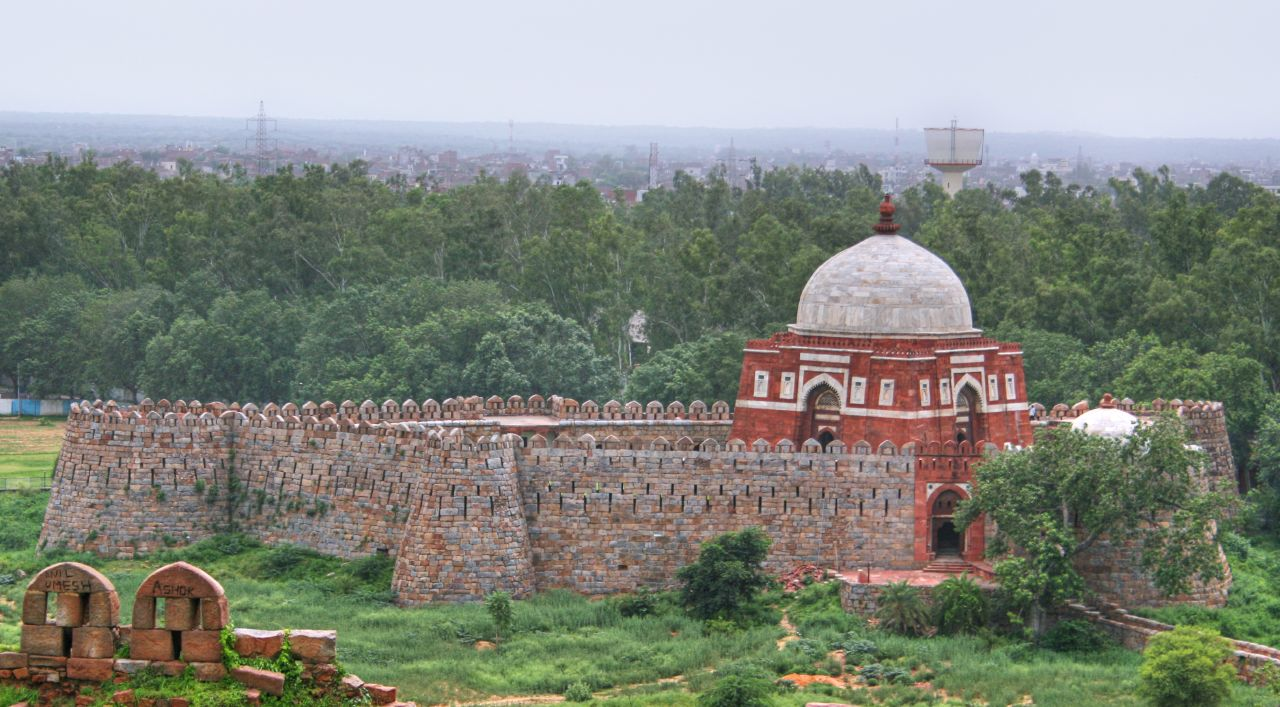
Grabfestung
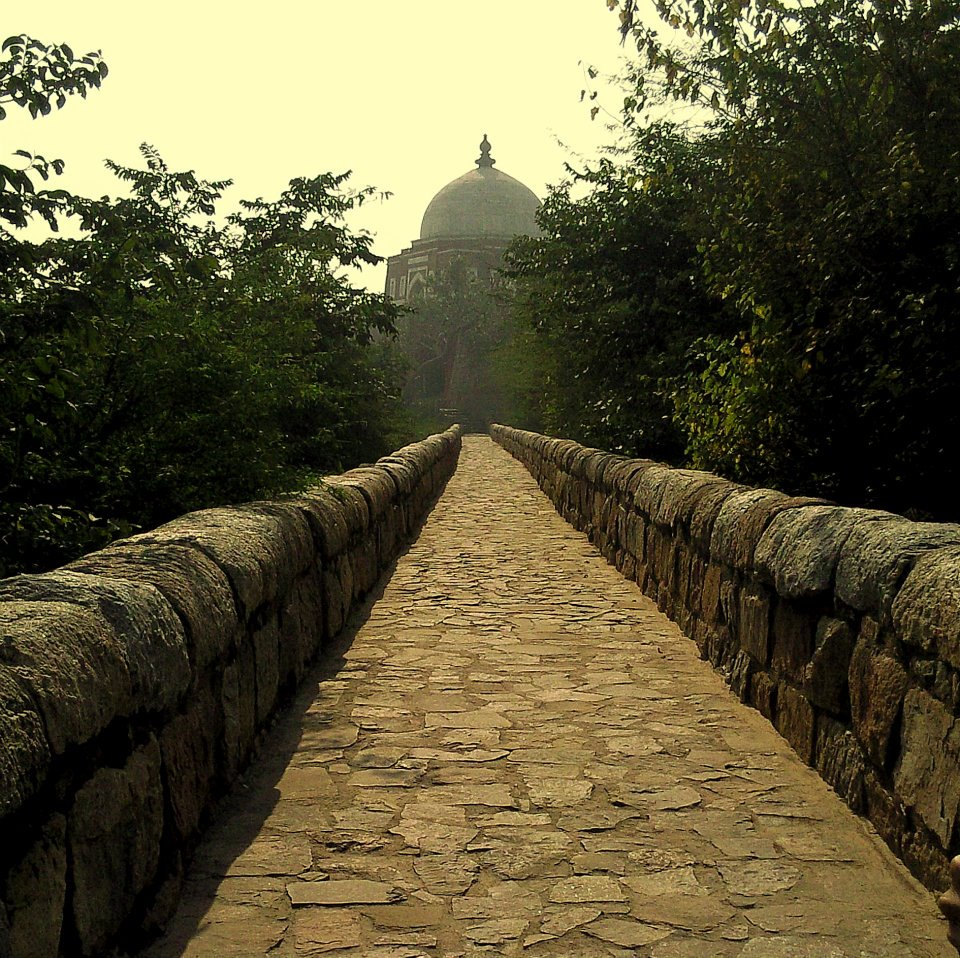
Ehemalige Brücke
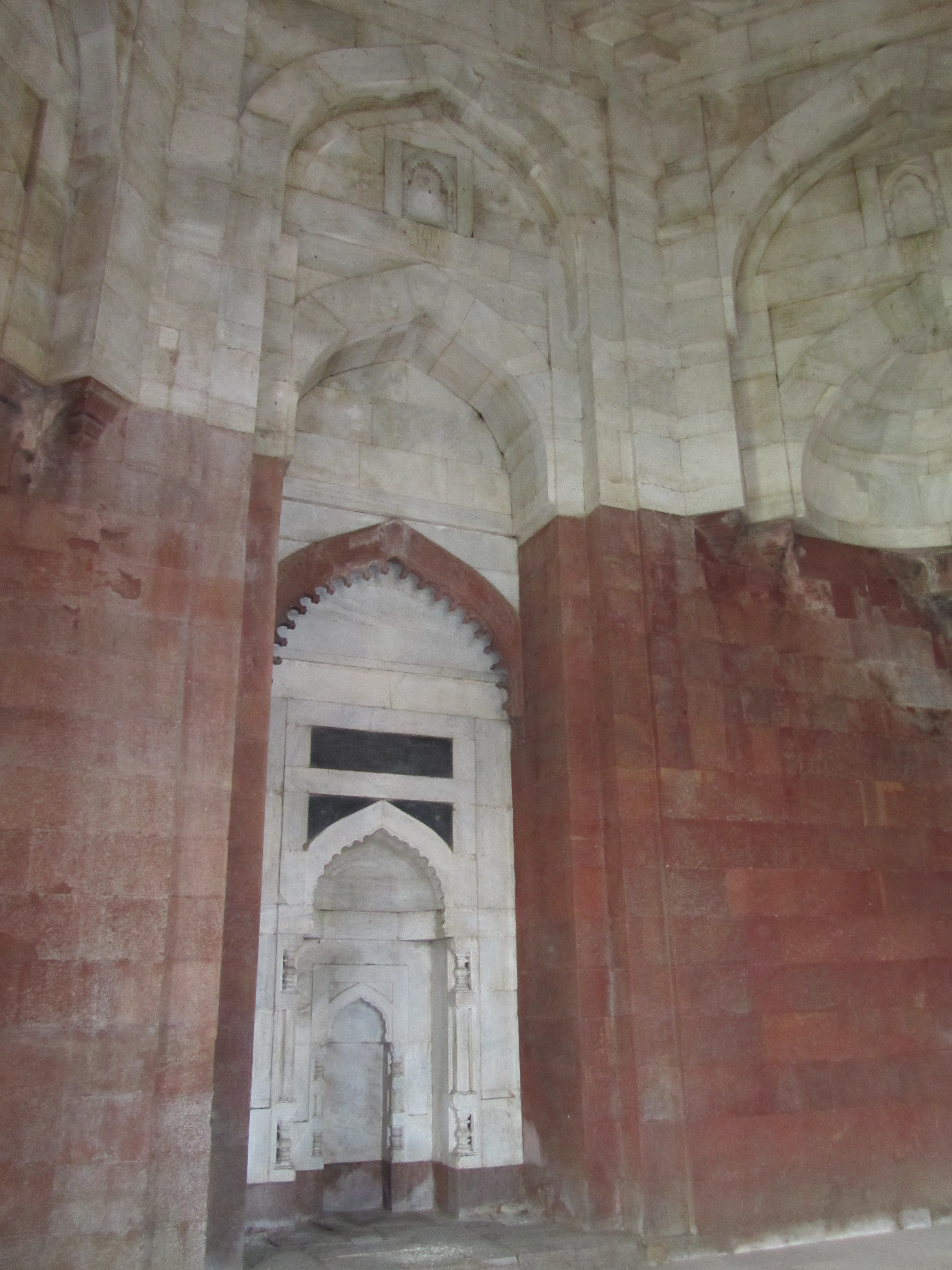
Mihrab in der Westwand
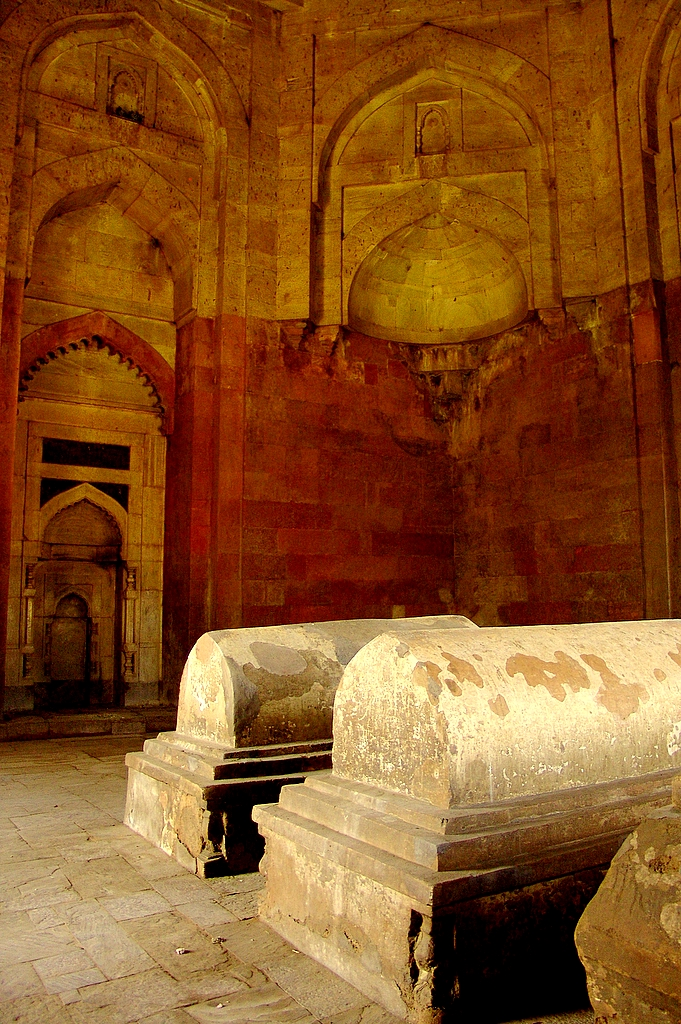
Drei Kenotaphe